# Снегирёв, Геннадий Иванович
Генна́дий Ива́нович Снегирёв (28 января 1936, Магнитогорск, Челябинская область, СССР — 15 ноября 2008, Донецк, Украина) — советский футболист, защитник, известный по выступлениям за «Шахтёр» (Донецк), с которым дважды выиграл Кубок СССР (1961, 1962). Мастер спорта СССР (1958).

## Карьера
Выступал за «Металлург» (Магнитогорск), СКВО (Свердловск), «Шахтер» (Донецк), «Карпаты» (Львов) и «Авангард» (Макеевка). Один из самых надёжных защитников в советском футболе в начале 1960-х годов.
Обладатель Кубка СССР 1961 и 1962 годов (после которого стал единственным футболистом «Шахтера» начала 1960-х годов, которому удалось приобрести автомобиль), финалист Кубка СССР 1963 года.
В 1986 году вошёл в символическую сборную «Шахтёра» за 50 лет.
30 октября 2008 года в рамках акции «Легенды „Шахтёра“» в пресс-центре РСК «Олимпийский» оставил в специальных гипсовых формах оттиски своих ног и рук для стены славы в музее ФК «Шахтер».
Умер 15 ноября 2008 года. Прощание произошло 16 ноября на стадионе.
Партнёр Снегирёва по «Шахтеру» 1960-х годов, нападающий Юрий Ананченко так характеризовал коллегу:
«Гена Снегирев был великим футболистом. Если бы он играл не в „Шахтере“, а за какой-то московский клуб, то выступал бы за сборную Союза. Очень смелый и честный по отношению к соперникам. Никогда не позволял себе грубости.»